# Gottfried Schill
Gottfried Schill (* 28. August 1930 in Eisenach, gestorben 9. August 2024) war ein deutscher Chemiker (Organische Chemie) und ehemaliger Hochschullehrer an der Albert-Ludwigs-Universität Freiburg. Er gilt als Pionier der Synthese mechanisch verzahnter Moleküle.

## Leben und Wirken
Schill wurde 1959 an der Universität Freiburg bei Arthur Lüttringhaus promoviert, habilitierte sich dort 1965 und war dort ab 1972 Professor.
Im Jahr 1964 gelang ihm mit Arthur Lüttringhaus erstmalig die systematische Synthese von Catenanen mit Hilfe gerichteter kovalenter Bindungen. Das war lange die vorherrschende Synthesemethode bis zu der Entwicklung der Templat-Methode von Jean-Pierre Sauvage in den 1980er Jahren. 1971 schlug er eine Nomenklatur für Rotaxane und Catenane in einer von ihm veröffentlichten Monographie über topologische chemische Verbindungen vor. Er war der Erste, der vollständig synthetische Catenane synthetisierte und ihm gelangen auch die Synthese mehrerer Rotaxane (und 1967 deren erste gezielte Synthese) und schon eine „Beinahe-Synthese“ eines Kleeblattknoten-Moleküls, die er über eine Möbiusband-Methode versuchte, was aber an zu vielen Reaktionsschritten scheiterte (die Synthese gelang Jean-Pierre Sauvage und Christiane Dietrich-Buchecker in 1989). Von ihm stammt auch die Bezeichnung „Rotaxane“.
Neben Makrocyclen und Molekülen mit topologischen Bindungen wie Catenanen und Rotaxanen befasste er sich auch mit Synthese von Vincaalkaloiden.
Der Nobelpreisträger J. Fraser Stoddart bezeichnete ihn als Vater der mechanischen Bindung, insbesondere für seine Monographie Catenanes, Rotaxanes, and Knots von 1971 und die darauf folgenden zwanzig Jahre unabhängiger Forschung. Nach der Meinung von Stoddart war Schill mit seiner unabhängigen Forschung seinen Zeitgenossen um Jahrzehnte voraus.

## Schriften (Auswahl)
- Catenanes, Rotaxanes and Knots, Academic Press 1971, ISBN 978-1-4832-7566-6 (Organic chemistry : a series of monographs 22)
- mit Enno Logemann, Walter Littke: Makrocyclen, Catenane und Knoten, Chemie in unserer Zeit, Band 18, 1984, Nr. 4, S. 130–137